# Els Pelgrom
Els Pelgrom (pseudoniem van Else Koch) (Arnhem, 2 april 1934) is een Nederlandse schrijfster, voornamelijk van kinderboeken.

## Leven
Els Pelgrom werd op 2 april 1934 in Arnhem geboren als Else Koch. De hongerwinter bracht ze door op een boerderij op de Veluwe, dit is een element dat in haar boeken terugkomt. In Amsterdam volgde ze de school voor kunstnijverheid en een opleiding tot onderwijzeres. Met haar echtgenoot (beeldend kunstenaar Karl Pelgrom) en haar drie kinderen woonde ze in Drenthe en Groningen.
In 1962 debuteerde Pelgrom met Het geheimzinnige bos. Ze deed redactiewerk voor een kinderrubriek, vertaalde boeken, schreef boekjes voor beginnende lezers en bewerkte klassieke verhalen voor kinderen met leesproblemen.
Na haar scheiding keerde ze terug naar Amsterdam, waar ze korte tijd bij de openbare bibliotheek werkte. In 1977 verscheen haar tweede boek: De kinderen van het Achtste Woud, dat wel als haar eigenlijke debuut wordt gezien.
In 1985 vestigde zij zich in het zuiden van Spanje. Sinds de dood van haar Spaanse echtgenoot woont ze weer in Amsterdam. In 1994 werd de Theo Thijssen-prijs aan haar toegekend. 
Pelgrom is een halfzus van de schrijver Herman Koch.

## "Paspoortaffaire"
In 1982 veroorzaakte een uitgave van een verhaal van Pelgrom getiteld Het verloren paspoort voor onrust, toen het Openbaar Ministerie beslag liet leggen op de gehele oplage. Het boekje, dat werd uitgegeven ter gelegenheid van de Kinderboekenweek die samenviel met het tienjarig bestaan van de uitgeverij Kosmos, was gedrukt in de vorm van het toenmalige Nederlandse paspoort. Alhoewel er genoeg verschillen waren om het boekje te onderscheiden van een echt paspoort, ging het OM over tot de beslaglegging toen een tweetal kinderen met het boekje geld probeerde op te nemen bij een postkantoor.

## Stijl
In Pelgroms boeken komen haar ervaringen erg naar voren, zo schreef ze in het boek De kinderen van het Achtste Woud over de tijd die ze doorbracht op een Veluwse boerderij. De eikelvreters is gebaseerd op de jeugdherinneringen van haar Spaanse echtgenoot.

## Bibliografie

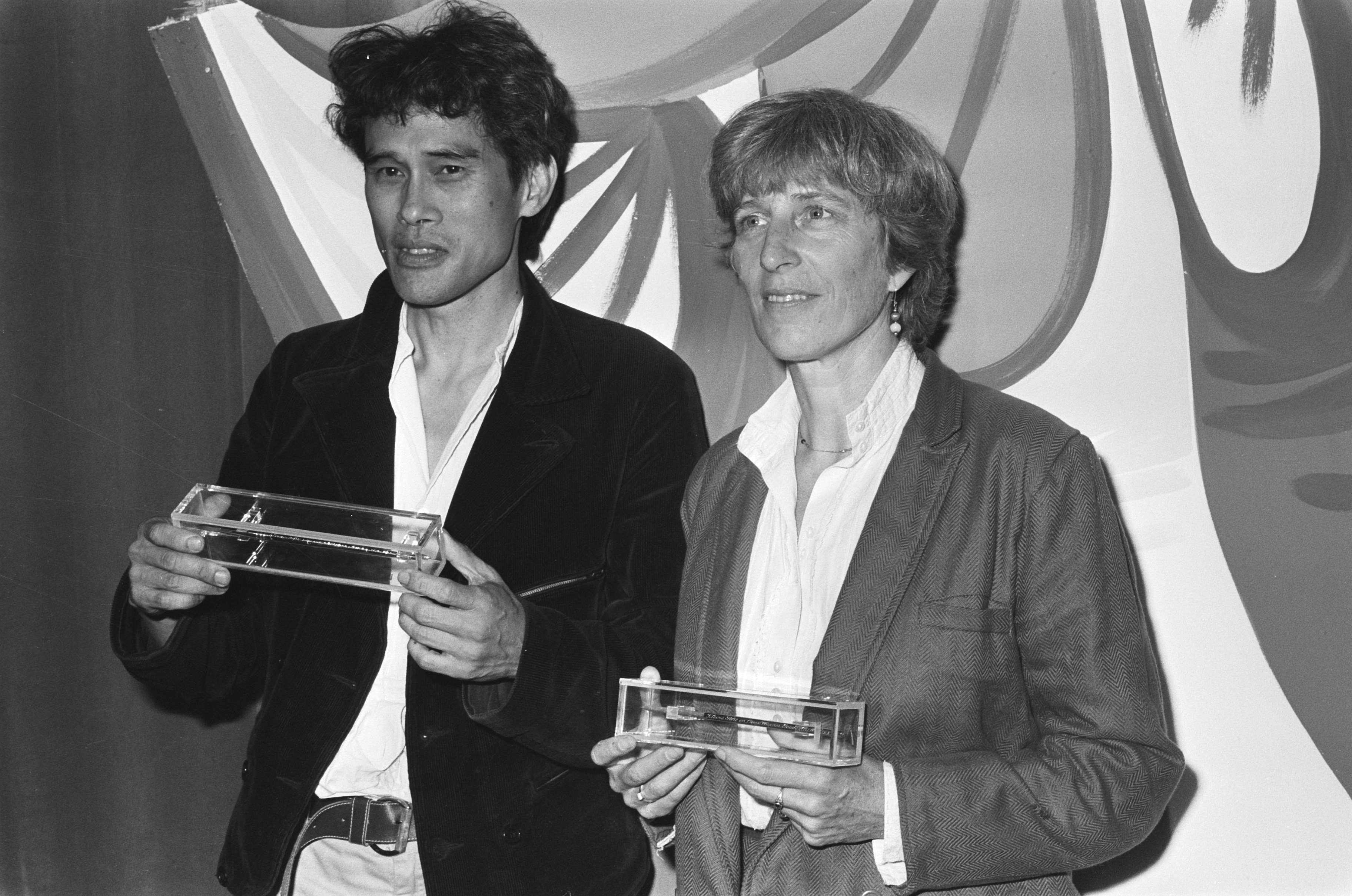
Uitreiking van de Gouden Griffel aan Els Pelgrom en het Gouden Penseel aan Thé Tjong-Khing voor Kleine Sofie en Lange Wapper (1985).